# Vaahteraliiga 2016
La Vaahteraliiga 2016 è stata la 37ª edizione del campionato di football americano di primo livello, organizzato dalla SAJL.

## Squadre partecipanti
| Club                 | Città     | Stadio | Sponsor ufficiale | Risultato nella stagione 2015 |
| -------------------- | --------- | ------ | ----------------- | ----------------------------- |
| Helsinki Roosters    | Helsinki  |        |                   |                               |
| Porvoon Butchers     | Porvoo    |        |                   |                               |
| Seinäjoki Crocodiles | Seinäjoki |        |                   |                               |
| Tampere Saints       | Tampere   |        |                   |                               |
| Turku Trojans        | Turku     |        |                   |                               |
| Vantaan TAFT         | Vantaa    |        |                   |                               |
| Wasa Royals          | Vaasa     |        |                   |                               |

## Stagione regolare

### Calendario

#### 1ª giornata
| Vantaa 13 maggio 2016, ore 18:30 | Vantaan TAFT                                 | 15 – 57 (0-19 7-7 0-10 8-21) referto | Turku Trojans | Myyrmäen jalkapallostadion (704 spett.)\| Arbitri: \| Lamminsalo Hautala Kalliokoski Sipi J. Bruun \| |
| Arbitri:                         | Lamminsalo Hautala Kalliokoski Sipi J. Bruun |                                      |               | |

#### 2ª giornata
| Vantaa 20 maggio 2016, ore 18:30 | Vantaan TAFT                                       | 0 – 17 (0-0 0-9 0-8 0-0) referto | Wasa Royals | Myyrmäen jalkapallostadion (361 spett.)\| Arbitri: \| Lamminsalo Hautala Tahtinen J. Riihijarvi Lehtinen \| |
| Arbitri:                         | Lamminsalo Hautala Tahtinen J. Riihijarvi Lehtinen |                                  |             | |

| Seinäjoki 21 maggio 2016, ore 16:00 | Seinäjoki Crocodiles                                 | 62 – 0 (21-0 20-0 14-0 7-0) referto | Tampere Saints | Eevia Areena (315 spett.)\| Arbitri: \| Mäkäräinen Immonen A. Anttila J. Mustikkamaa K. Kari \| |
| Arbitri:                            | Mäkäräinen Immonen A. Anttila J. Mustikkamaa K. Kari |                                     |                |                                                                                                 |

| Helsinki 22 maggio 2016, ore 18:00 | Helsinki Roosters                              | 38 – 7 (10-0 14-7 7-0 7-0) referto | Turku Trojans | Velodromo di Helsinki (555 spett.)\| Arbitri: \| Hautala J. Karppinen Sipi Kalliokoski J. Bruun \| |
| Arbitri:                           | Hautala J. Karppinen Sipi Kalliokoski J. Bruun |                                    |               | |

#### 3ª giornata
| Seinäjoki 27 maggio 2016, ore 18:30 | Seinäjoki Crocodiles                         | 17 – 6 (7-0 3-6 7-0 0-0) referto | Wasa Royals | Eevia Areena (862 spett.)\| Arbitri: \| Hautala Immonen Sipi J. Mustikkamaa J. Bruun \| |
| Arbitri:                            | Hautala Immonen Sipi J. Mustikkamaa J. Bruun |                                  |             |                                                                                         |

| Tampere 28 maggio 2016, ore 16:00 | Tampere Saints                                         | 13 – 50 (0-17 0-7 6-13 7-13) referto | Turku Trojans | Pyynikin urheilukenttä (670 spett.)\| Arbitri: \| Lamminsalo Hautala J. Mustikkamaa Kalliokoski J. Bruun \| |
| Arbitri:                          | Lamminsalo Hautala J. Mustikkamaa Kalliokoski J. Bruun |                                      |               | |

| Helsinki 30 maggio 2016, ore 18:30 | Helsinki Roosters                                     | 21 – 12 (7-0 14-6 0-0 0-6) referto | Porvoon Butchers | Velodromo di Helsinki (561 spett.)\| Arbitri: \| Mäkäräinen A. Anttila J. Riihijarvi Tahtinen Lehtinen \| |
| Arbitri:                           | Mäkäräinen A. Anttila J. Riihijarvi Tahtinen Lehtinen |                                    |                  | |

#### 4ª giornata
| Porvoo 3 giugno 2016, ore 18:30 | Porvoon Butchers                                  | 7 – 35 (0-7 0-7 0-7 7-14) referto | Seinäjoki Crocodiles | Porvoon Keskuskenttä (302 spett.)\| Arbitri: \| Lamminsalo Hautala K. Kari J. Riihijarvi Lehtinen \| |
| Arbitri:                        | Lamminsalo Hautala K. Kari J. Riihijarvi Lehtinen |                                   |                      | |

| Turku 4 giugno 2016, ore 16:00 | Turku Trojans                                | 26 – 21 (6-8 13-7 7-0 0-6) referto | Wasa Royals | Yläkenttä (632 spett.)\| Arbitri: \| Hautala J. Karppinen Sipi J. Bruun T. Jansen \| |
| Arbitri:                       | Hautala J. Karppinen Sipi J. Bruun T. Jansen |                                    |             |                                                                                      |

| Helsinki 6 giugno 2016, ore 18:30 | Helsinki Roosters                                  | 31 – 20 (9-0 7-6 0-14 15-0) referto | Vantaan TAFT | Velodromo di Helsinki (421 spett.)\| Arbitri: \| Tahtinen Hautala A. Anttila Kalliokoski Mäkäräinen \| |
| Arbitri:                          | Tahtinen Hautala A. Anttila Kalliokoski Mäkäräinen |                                     |              | |

#### 5ª giornata
| Helsinki 10 giugno 2016, ore 18:30 | Helsinki Roosters                                  | 62 – 18 (13-0 14-0 7-12 28-6) referto | Tampere Saints | Velodromo di Helsinki (273 spett.)\| Arbitri: \| Mäkäräinen A. Anttila Lehtinen Kalliokoski K. Kari \| |
| Arbitri:                           | Mäkäräinen A. Anttila Lehtinen Kalliokoski K. Kari |                                       |                | |

| Seinäjoki 11 giugno 2016, ore 16:00 | Seinäjoki Crocodiles                       | 42 – 0 (7-0 14-0 14-0 7-0) referto | Vantaan TAFT | Eevia Areena (686 spett.)\| Arbitri: \| Lamminsalo Immonen Sipi T. Jansen J. Bruun \| |
| Arbitri:                            | Lamminsalo Immonen Sipi T. Jansen J. Bruun |                                    |              |                                                                                       |

| Vaasa 12 giugno 2016, ore 14:00 | Wasa Royals                                              | 23 – 9 (16-0 7-0 0-2 0-7) referto | Porvoon Butchers | Kaarlen kenttä (1580 spett.)\| Arbitri: \| Mäkäräinen Immonen J. Mustikkamaa J. Riihijarvi Lehtinen \| |
| Arbitri:                        | Mäkäräinen Immonen J. Mustikkamaa J. Riihijarvi Lehtinen |                                   |                  | |

#### 6ª giornata
| Porvoo 17 giugno 2016, ore 18:30 | Porvoon Butchers                                      | 17 – 14 (3-7 7-0 0-0 7-7) referto | Vantaan TAFT | Porvoon Keskuskenttä (301 spett.)\| Arbitri: \| Mäkäräinen E. Aaltonen Tahtinen J. Riihijarvi K. Kari \| |
| Arbitri:                         | Mäkäräinen E. Aaltonen Tahtinen J. Riihijarvi K. Kari |                                   |              | |

| Turku 19 giugno 2016, ore 16:00 | Turku Trojans                                 | 24 – 27 (7-0 10-6 7-7 0-14) referto | Seinäjoki Crocodiles | Yläkenttä (742 spett.)\| Arbitri: \| Hautala J. Karppinen J. Bruun Sipi T. Janssen \| |
| Arbitri:                        | Hautala J. Karppinen J. Bruun Sipi T. Janssen |                                     |                      |                                                                                       |

| Porvoo 21 giugno 2016, ore 18:30 | Porvoon Butchers                                 | 29 – 52 (0-14 0-17 7-14 12-7) referto | Tampere Saints | Porvoon Keskuskenttä (288 spett.)\| Arbitri: \| Tahtinen Hautala Seppelin Kalliokoski Mäkäräinen \| |
| Arbitri:                         | Tahtinen Hautala Seppelin Kalliokoski Mäkäräinen |                                       |                | |

#### 7ª giornata
| Turku 1º luglio 2016, ore 18:30 | Turku Trojans                                   | 51 – 27 (13-7 14-14 14-0 10-6) referto | Vantaan TAFT | Yläkenttä (657 spett.)\| Arbitri: \| Sipi Hautala J. Karppinen Kalliokoski T. Jansen \| |
| Arbitri:                        | Sipi Hautala J. Karppinen Kalliokoski T. Jansen |                                        |              |                                                                                         |

| Tampere 2 luglio 2016, ore 17:00 | Tampere Saints                                         | 28 – 38 (7-7 7-17 0-7 14-7) referto | Porvoon Butchers | Pyynikin urheilukenttä (455 spett.)\| Arbitri: \| Lamminsalo Hautala Kalliokoski J. Mustikkamaa Lehtinen \| |
| Arbitri:                         | Lamminsalo Hautala Kalliokoski J. Mustikkamaa Lehtinen |                                     |                  | |

| Vaasa 4 luglio 2016, ore 18:00 | Wasa Royals                                         | 7 – 14 (0-7 0-0 0-0 7-7) referto | Helsinki Roosters | Kaarlen kenttä (1357 spett.)\| Arbitri: \| Immonen Hautala J. Mustikkamaa Lehtinen Kalliokoski \| |
| Arbitri:                       | Immonen Hautala J. Mustikkamaa Lehtinen Kalliokoski |                                  |                   |                                                                                                   |

#### 8ª giornata
| Tampere 8 luglio 2016, ore 18:30 | Tampere Saints                                         | 29 – 28 (7-21 7-7 9-0 6-0) referto | Vantaan TAFT | Pyynikin urheilukenttä (460 spett.)\| Arbitri: \| Hautala Lehtinen J. Seppinen J. Mustikkamaa Mäkäräinen \| |
| Arbitri:                         | Hautala Lehtinen J. Seppinen J. Mustikkamaa Mäkäräinen |                                    |              | |

| Seinäjoki 9 luglio 2016, ore 18:00 | Seinäjoki Crocodiles                          | 27 – 29 (0-0 21-14 0-6 6-9) referto | Helsinki Roosters | Eevia Areena (810 spett.)\| Arbitri: \| Lamminsalo Hautala Sipi T. Jansen Kalliokoski \| |
| Arbitri:                           | Lamminsalo Hautala Sipi T. Jansen Kalliokoski |                                     |                   |                                                                                          |

| Turku 10 luglio 2016, ore 16:00 | Turku Trojans                                     | 42 – 20 (7-13 14-7 7-0 14-0) referto | Porvoon Butchers | Yläkenttä (611 spett.)\| Arbitri: \| Mäkäräinen E. Aaltonen Lehtinen K. Kari T. Jansen \| |
| Arbitri:                        | Mäkäräinen E. Aaltonen Lehtinen K. Kari T. Jansen |                                      |                  |                                                                                           |

| Tampere 12 luglio 2016, ore 18:00 | Tampere Saints                                        | 49 – 42 (0-14 21-9 7-13 21-6) referto | Wasa Royals | Pyynikin urheilukenttä (652 spett.)\| Arbitri: \| Lamminsalo Kalliokoski K. Kari J. Riihijarvi Lehtinen \| |
| Arbitri:                          | Lamminsalo Kalliokoski K. Kari J. Riihijarvi Lehtinen |                                       |             | |

#### 9ª giornata
| Turku 15 luglio 2016, ore 18:30 | Turku Trojans                                      | 13 – 33 (0-6 0-12 7-15 6-0) referto | Helsinki Roosters | Yläkenttä (711 spett.)\| Arbitri: \| Mäkäräinen Kalliokoski Seppelin J. Bruun T. Jansen \| |
| Arbitri:                        | Mäkäräinen Kalliokoski Seppelin J. Bruun T. Jansen |                                     |                   |                                                                                            |

| Seinäjoki 16 luglio 2016, ore 15:00 | Seinäjoki Crocodiles                                  | 52 – 19 (14-0 10-0 21-13 7-6) referto | Porvoon Butchers | Eevia Areena (423 spett.)\| Arbitri: \| Lamminsalo Immonen J. Mustikkamaa Kalliokoski K. Kari \| |
| Arbitri:                            | Lamminsalo Immonen J. Mustikkamaa Kalliokoski K. Kari |                                       |                  |                                                                                                  |

| Vaasa 17 luglio 2016, ore 14:00 | Wasa Royals                                           | 40 – 0 (6-0 20-0 7-0 7-0) referto | Vantaan TAFT | Kaarlen kenttä (852 spett.)\| Arbitri: \| Lamminsalo Immonen Kalliokoski J. Mustikkamaa K. Kari \| |
| Arbitri:                        | Lamminsalo Immonen Kalliokoski J. Mustikkamaa K. Kari |                                   |              | |

#### 10ª giornata
| Porvoo 22 luglio 2016, ore 18:30 | Porvoon Butchers                                   | 14 – 62 (0-21 7-21 0-13 7-7) referto | Helsinki Roosters | Porvoon Keskuskenttä (312 spett.)\| Arbitri: \| Lamminsalo Hautala Kalliokoski A. Anttila Lehtinen \| |
| Arbitri:                         | Lamminsalo Hautala Kalliokoski A. Anttila Lehtinen |                                      |                   | |

| Vaasa 24 luglio 2016, ore 15:30 | Wasa Royals                                        | 24 – 32 (0-9 10-7 14-9 0-7) referto | Seinäjoki Crocodiles | Kaarlen kenttä (1589 spett.)\| Arbitri: \| Mäkäräinen Hautala K. Kari J. Mustikkamaa Lehtinen \| |
| Arbitri:                        | Mäkäräinen Hautala K. Kari J. Mustikkamaa Lehtinen |                                     |                      |                                                                                                  |

| Turku 24 luglio 2016, ore 16:00 | Turku Trojans                                       | 39 – 0 (13-0 16-0 3-0 7-0) referto | Tampere Saints | Yläkenttä (707 spett.)\| Arbitri: \| Lamminsalo A. Anttila Tahtinen O. Tikkanen J. Bruun \| |
| Arbitri:                        | Lamminsalo A. Anttila Tahtinen O. Tikkanen J. Bruun |                                    |                |                                                                                             |

#### 11ª giornata
| Tampere 29 luglio 2016, ore 18:30 | Tampere Saints                                     | 14 – 42 (7-14 0-14 0-7 7-7) referto | Seinäjoki Crocodiles | Pyynikin urheilukenttä (680 spett.)\| Arbitri: \| E. Lamminsalo Hautala Sipi J. Mustikkamaa J. Bruun \| |
| Arbitri:                          | E. Lamminsalo Hautala Sipi J. Mustikkamaa J. Bruun |                                     |                      | |

| Vaasa 31 luglio 2016, ore 14:00 | Wasa Royals                                        | 28 – 25 (7-0 7-12 14-6 0-7) referto | Turku Trojans | Kaarlen kenttä (685 spett.)\| Arbitri: \| Mäkäräinen Hautala K. Kari J. Mustikkamaa J. Bruun \| |
| Arbitri:                        | Mäkäräinen Hautala K. Kari J. Mustikkamaa J. Bruun |                                     |               |                                                                                                 |

| Vantaa 1º agosto 2016, ore 18:30 | Vantaan TAFT                                     | 13 – 29 (0-17 0-6 7-0 6-6) referto | Helsinki Roosters | Myyrmäen jalkapallostadion (423 spett.)\| Arbitri: \| Hautala A. Anttila Seppelin Kalliokoski Lehtinen \| |
| Arbitri:                         | Hautala A. Anttila Seppelin Kalliokoski Lehtinen |                                    |                   | |

#### 12ª giornata
| Porvoo 5 agosto 2016, ore 18:30 | Porvoon Butchers                                  | 12 – 31 (6-24 6-0 0-7 0-0) referto | Wasa Royals | Porvoon Keskuskenttä (256 spett.)\| Arbitri: \| Lamminsalo Immonen K. Kari J. Riihijarvi Lehtinen \| |
| Arbitri:                        | Lamminsalo Immonen K. Kari J. Riihijarvi Lehtinen |                                    |             | |

| Tampere 6 agosto 2016, ore 16:00 | Tampere Saints                               | 7 – 31 (0-0 7-17 0-7 0-7) referto | Helsinki Roosters | Pyynikin urheilukenttä (430 spett.)\| Arbitri: \| Mäkäräinen Hautala Sipi Kalliokoski J. Bruun \| |
| Arbitri:                         | Mäkäräinen Hautala Sipi Kalliokoski J. Bruun |                                   |                   |                                                                                                   |

| Vantaa 7 agosto 2016, ore 16:00 | Vantaan TAFT                                        | 7 – 21 (0-21 0-10 7-0 0-0) referto | Seinäjoki Crocodiles | Myyrmäen jalkapallostadion (161 spett.)\| Arbitri: \| Lamminsalo E. Aaltonen Seppelin A. Anttila Lehtinen \| |
| Arbitri:                        | Lamminsalo E. Aaltonen Seppelin A. Anttila Lehtinen |                                    |                      | |

#### 13ª giornata
| Helsinki 12 agosto 2016, ore 18:30 | Helsinki Roosters                                     | 23 – 27 (0-7 0-3 7-7 16-10) referto | Seinäjoki Crocodiles | Velodromo di Helsinki (612 spett.)\| Arbitri: \| Lamminsalo Hautala Kalliokoski J. Riihijarvi Lehtinen \| |
| Arbitri:                           | Lamminsalo Hautala Kalliokoski J. Riihijarvi Lehtinen |                                     |                      | |

| Porvoo 13 agosto 2016, ore 15:00 | Porvoon Butchers                             | 22 – 37 (0-23 6-7 0-7 16-0) referto | Turku Trojans | Porvoon Keskuskenttä (190 spett.)\| Arbitri: \| Mäkäräinen Immonen Lehtinen Seppelin K. Kari \| |
| Arbitri:                         | Mäkäräinen Immonen Lehtinen Seppelin K. Kari |                                     |               |                                                                                                 |

| Vantaa 14 agosto 2016, ore 16:00 | Vantaan TAFT                                          | 22 – 36 (0-14 14-8 8-0 0-14) referto | Tampere Saints | Myyrmäen jalkapallostadion (205 spett.)\| Arbitri: \| Mäkäräinen E. Aaltonen Tahtinen J. Riihijarvi K. Kari \| |
| Arbitri:                         | Mäkäräinen E. Aaltonen Tahtinen J. Riihijarvi K. Kari |                                      |                | |

| Helsinki 16 agosto 2016, ore 17:30 | Helsinki Roosters                                  | 28 – 14 (0-0 7-7 7-0 14-7) referto | Wasa Royals | Velodromo di Helsinki (417 spett.)\| Arbitri: \| Lamminsalo Hautala Kalliokoski A. Anttila Lehtinen \| |
| Arbitri:                           | Lamminsalo Hautala Kalliokoski A. Anttila Lehtinen |                                    |             | |

#### 14ª giornata
| Seinäjoki 19 agosto 2016, ore 18:30 | Seinäjoki Crocodiles                             | 31 – 26 (3-13 21-6 0-0 7-7) referto | Turku Trojans | Eevia Areena (712 spett.)\| Arbitri: \| Hautala Kalliokoski Sipi J. Bruun J. Mustikkamaa \| |
| Arbitri:                            | Hautala Kalliokoski Sipi J. Bruun J. Mustikkamaa |                                     |               |                                                                                             |

| Vaasa 21 agosto 2016, ore 14:00 | Wasa Royals                               | 48 – 14 (13-7 14-0 19-7 2-0) referto | Tampere Saints | Kaarlen kenttä (801 spett.)\| Arbitri: \| Lamminsalo Hautala Seppelin Sipi J. Bruun \| |
| Arbitri:                        | Lamminsalo Hautala Seppelin Sipi J. Bruun |                                      |                |                                                                                        |

| Vantaa 21 agosto 2016, ore 16:00 | Vantaan TAFT                                     | 21 – 14 (7-7 14-0 0-7 0-0) referto | Porvoon Butchers | Myyrmäen jalkapallostadion (205 spett.)\| Arbitri: \| Mäkäräinen E. Aaltonen Tahtinen Seppelin K. Kari \| |
| Arbitri:                         | Mäkäräinen E. Aaltonen Tahtinen Seppelin K. Kari |                                    |                  | |

### Classifica
La classifica della regular season è la seguente:
- PCT = percentuale di vittorie, G = partite giocate, V = partite vinte,  P = partite perse, PF = punti fatti, PS = punti subiti

| Pos. | Squadra              | PCT  | G  | V  | N | P  | PF  | PS  |
| ---- | -------------------- | ---- | -- | -- | - | -- | --- | --- |
| 1    | Seinäjoki Crocodiles | .917 | 12 | 11 | 0 | 1  | 425 | 179 |
| 2    | Helsinki Roosters    | .917 | 12 | 11 | 0 | 1  | 401 | 179 |
| 3    | Turku Trojans        | .583 | 12 | 7  | 0 | 5  | 397 | 275 |
| 4    | Wasa Royals          | .500 | 12 | 6  | 0 | 6  | 301 | 226 |
| 5    | Tampere Saints       | .333 | 12 | 4  | 0 | 8  | 260 | 493 |
| 6    | Porvoon Butchers     | .167 | 12 | 2  | 0 | 10 | 213 | 418 |
| 7    | Vantaan TAFT         | .083 | 12 | 1  | 0 | 11 | 167 | 394 |

## Playoff

### Tabellone
|  | Semifinali | Semifinali           | Semifinali |                   |    | XXXVII Vaahterahmalja | XXXVII Vaahterahmalja | XXXVII Vaahterahmalja |  |
|  |            |                      |            |                   |    |                       |                       |                       |  |
|  | 1          | Seinäjoki Crocodiles | 14         |                   |    |                       |                       |                       |  |
|  | 1          | Seinäjoki Crocodiles | 14         |                   |    |                       |                       |                       |  |
|  | 4          | Wasa Royals          | 9          |                   |    |                       |                       |                       |  |
|  | 4          | Wasa Royals          | 9          |                   | 1  | Seinäjoki Crocodiles  | 0                     |                       |  |
|  |            |                      |            |                   | 1  | Seinäjoki Crocodiles  | 0                     |                       |  |
|  |            |                      | 2          | Helsinki Roosters | 10 |                       |                       |                       |  |
|  | 3          | Turku Trojans        | 2          | Helsinki Roosters | 10 | 7                     |                       |                       |  |
|  | 3          | Turku Trojans        |            |                   |    |                       |                       |                       |  |
|  | 2          | Helsinki Roosters    | 31         |                   |    |                       |                       |                       |  |

### Semifinali
| Seinäjoki 27 agosto 2016, ore 15:30 | Seinäjoki Crocodiles | 14 – 9 (0-0 7-2 7-7 0-0) referto | Wasa Royals | Eevia Areena (1280 spett.)\| Arbitro: \| Mäkäräinen \| |
| Arbitro:                            | Mäkäräinen           |                                  |             |                                                        |

| Helsinki 28 agosto 2016, ore 15:30 | Helsinki Roosters | 31 – 7 (0-0 14-0 14-7 3-0) referto | Turku Trojans | Brahen kenttä (481 spett.)\| Arbitro: \| Lamminsalo \| |
| Arbitro:                           | Lamminsalo        |                                    |               |                                                        |

### XXXVII Vaahteramalja
| Helsinki 3 settembre 2016, ore 18:30 | Seinäjoki Crocodiles | 0 – 10 (0-0 0-7 0-3 0-0) referto | Helsinki Roosters | Sonera Stadium (2674 spett.)\| Arbitro: \| Lamminsalo \| |
| Arbitro:                             | Lamminsalo           |                                  |                   |                                                          |

## Verdetti
- Helsinki Roosters Campioni della Finlandia 2016